# Лісний сільський округ (Кизилжарський район)
Лісни́й сільський округ (каз. Лесной ауылдық округі, рос. Лесной сельский округ) — адміністративна одиниця у складі Кизилжарського району Північноказахстанської області Казахстану. Адміністративний центр — село Прісновка.
Населення — 1062 особи (2021; 1129 у 2009, 1273 у 1999, 1332 у 1989).
Станом на 1989 рік існувала Лісна сільська рада (села Глибоке, Прісновка) колишнього Соколовського району.

## Склад
До складу округу входять такі населені пункти:
| Населений пункт | Старі назви | Населення, осіб (1989) | Населення, осіб (1999) | Населення, осіб (2009) | Населення, осіб (2021) |
| --------------- | ----------- | ---------------------- | ---------------------- | ---------------------- | ---------------------- |
| Глибоке, село   | -           | 434                    | 431                    | 338                    | 298                    |
| Прісновка, село | -           | 898                    | 842                    | 791                    | 764                    |